# Бојни бродови класе Совјетски Сојуз
Бојни бродови класе Совјетски Сојуз ( Пројекат 23, рус.  — „Совјетски Савез”), познати и као Стаљинове републике, били су класа бојних бродова које је Совјетски Савез започео крајем 1930-их, али никада нису уведени у употребу. Дизајнирани су као одговор на бојне бродове класе Бизмарк које је изградила Немачка. Само четири трупа од петнаест првобитно планираних постављена су до 1940. године, када је донета одлука да се програм смањи на само три брода како би се ресурси преусмерили на проширени програм поновног наоружавања војске.
Ови бродови би по величини били ривали класи Јапанског царства Yamato class и америчкој планираној Montana class да су неки били завршени, иако са знатно слабијом ватреном моћи: девет 406 mm топова у поређењу са девет 460 mm топова јапанских бродова и десетак 406 mm на Монтани. Неуспех совјетске индустрије оклопних плоча да направи цементиране оклопне плоче дебље од 230 mm негирао би све предности дебљег оклопа класе Совјетски Сојуз у борби.
Изградња прва четири брода била је мучена са потешкоћама јер совјетска бродоградња и сродне индустрије нису биле спремне за изградњу тако великих бродова. Један бојни брод, Совјетскаја Белорусија, отказан је 19. октобра 1940. након што су пронађени озбиљни недостаци у конструкцији. Изградња остала три брода обустављена је убрзо након што је нацистичка Немачка извршила инвазију на Совјетски Савез у јуну 1941. и никада није настављена. Сва три преживела трупа расходована су крајем 1940-их.

## Дизајн и развој
Рад на дизајну је почео 1935. на новим бојним бродовима као одговор на постојеће и планиране немачке бојне бродове, а Совјети су уложили велике напоре у Италији и Сједињеним Државама да купе или цртеже или саме бродове крајем 1930-их. Италијанска фирма Гио. Ансалдо &amp; Ц. су предложили брод од 42.000 long tons (43.000 t) стандардна запремина са девет 406 mm) топови, по величини и изгледу слични Italian battleship Littorio тада у изградњи од стране компаније. Америчка фирма Гиббс &amp; Цок обезбедила је четири дизајна; један за конвенционални бојни брод и три хибридна дизајна који комбинују главно наоружање бојног брода са подигнутом пилотском палубом на централној надградњи која може да оперише до 30 авиона. Иако су се ови пројекти показали корисним за Совјете, они су одлучили да наставе са сопственим дизајном.
Први тактичко-технички захтев (скраћено на руском као ТТЗ) за дизајн великог бојног брода објављен је 21. фебруара 1936. године, али се показао превише амбициозним, наводећи девет 460 мм топовима и брзином од 36 kn (67 km/h; 41 mph) на депласман од 55.000 тона. ТТЗ је ревидирао у мају 1936. адмирал Орлов, командант совјетске морнарице, смањивши брзину на 30 kn (56 km/h; 35 mph), и слабљење секундарних и противавионских батерија. Неколико месеци касније, адмирал Орлов је додатно смањио величину бојног брода на 45.000 тона и поставио величину главних топова на 406 мм. Убрзо након тога, Совјетски Савез је потписао Англо-совјетски квантитативни поморски споразум из 1937. и пристао да поштује услове Другог лондонског поморског уговора који је ограничавао бојне бродове на депласман од 35.560 метричких тона (35.000 дугих тона), иако су додали услов то им је омогућило да граде бродове неограничене величине да се суоче са јапанском царском морнарицом ако обавесте Британце. Још један ТТЗ је Орлов одобрио 3. августа за бродове од 41.500 тона са наоружањем од девет 406 милиметара, дванаест 152 mm, дванаест 100 mm и четрдесет 37 mm пушке, максимална дебљина оклопа од 380 mmи брзином од 30 чворова.
Дизајн КБ-4, бироа за пројектовање површинских бродова Балтичког бродоградилишта, изабран је за даљи развој иако су водећи пројектанти били уверени да само већи брод може да испуни амбициозне захтеве. Успели су да постигну договор 22. новембра 1936. за дебљање оклопа палубе које је подигло депласман на око 47.000 тона. Пројектантски радови су настављени на овој основи и технички радови су завршени за брод од 47.700 тона у априлу 1937. године, али су дизајнери наставили да инсистирају на већим бродовима. То питање је решио генерални секретар Стаљин на састанку 4. јула када је пристао да повећа депласман на око 56.000 тона. Ово је приморало пројекат да почне изнова.
Тајминг редизајна показао се неповољан пошто се Велика чистка ширила кроз редове војне и сродне индустрије. Првобитни рок за завршетак радова на пројектовању до 15. октобра је пропуштен, а непотпуна верзија је следећег месеца представљена Управи за бродоградњу морнарице. Остало је да се разради неколико детаља, укључујући коначни дизајн фабрике машина, 152 мм топови и 100 мм носачи за топове. У међувремену су обављена опсежна и скупа испитивања облика трупа брода, оклопа палубе и заштите торпеда; Само на експериментални рад у 1938. потрошено је 27 милиона рубаља . Преко 100 модела трупа је тестирано у базену за моделе брода како би се пронашао најбољи облик трупа, а два лансирања у размери једне десетине направљена су у Севастопољу како би се тестирала управљивост трупа. Стари пароброд је опремљен репликом оклопних палуба овог дизајна и тестиран на 500 kg бомбе, што доказује да би таква убојна средства генерално пробила и 40 mm горњи и 50 mm средње палубе пре него што експлодирају на оклопној палуби. Главни оклопни шпил је због тога подигнут за једну палубу, а испод њега је додат шпил од ивера како би се зауставили било какви делови бомбе или граната који би могли да продру у оклопну палубу. Систем подводне заштите је тестиран на петнаест модела једне петине и две експерименталне барже пуне величине. Ови тестови су доказали да је систем торпедних појасева са више преграда био супериорнији од Пуглиесеовог система велике цеви испуњене мањим затвореним цевима, али је било прекасно да се ови резултати испитивања укључе у дизајн јер је изградња била увелико у току у време када су они направљени. завршена крајем 1939.
Ревидирани пројекат је одобрен 28. фебруара 1938, а први брод је требало да буде положен 15. јула, али чак и овај пројекат је био недовршен и касније ће бити ревидиран. Испитивања са лансирањем мотора сличног облика сугерисала су да би пропулзивна ефикасност трупа била 1 kn (1,9 km/h; 1,2 mph) мање од планираног, а то је прихваћено у ревизији из новембра 1938. као максимална брзина од 275 kn (509 km/h; 316 mph) . Међутим, нови дизајн пропелера се показао ефикаснијим и предвиђало се да ће повећати брзину на 28 kn (52 km/h; 32 mph) . Друга промена било је брисање централне линије кормила када су тестови показали да два крилна кормила неће моћи да се супротставе његовим ефектима ако се заглави. Прорачунато је да је тежина према крми чамца превелика, што је довело до значајног обрушавања крме надоле. Да би се ово поправило, две 100 милиметарске куполе постављене на квартерпалубу су уклоњене и висина оклопног појаса уз задњу куполу је спуштена, али је ова одлука поништена и обновљене су одлуком Државног комитета одбране 14. јануара 1941. године. Ово је наметнуло ревизију аранжмана авиона пошто је катапулт авиона морао да буде уклоњен са средишње линије квартерпалуба; два катапулта су додата на бочне стране квартердекса.

### Опште карактеристике
Како су пројектовани, бродови класе Пројекат 23, како су означени Совјетски Сојуз и њене сестре, били су 269,4 m дуги свеукупно. Имали су ширину од 38,9 m и газом од 10,4 m при дубоком оптерећењу. Они су истиснули 59.150 t (58.220 long tons)     при стандардном оптерећењу и 65.150 t (64.121 long tons) при пуном оптерећењу, иако процене тежине направљене 1940. показују да би премашиле 60.000 t метричке и 67.000 t при пуном оптерећењу.
Форма трупа била је веома пуна, посебно на предњим магацима, где је систем заштите од торпеда додао ширину греди. Заједно са релативно малим односом дужине и снопа од 7,14:1, ово је значило да су веома моћне турбине биле неопходне за постизање чак и скромних брзина. Стаљинова одлука да ће бродови класе Пројекат 23 користити три осовине уместо четири повећала је оптерећење сваког окна и смањила погонску ефикасност, иако је скратила дужину оклопне цитаделе, а тиме и укупни депласман. Метацентрична висина је пројектована на 3.4 m а тактички пречник је процењен на око 1170 m.
Бродови класе Совјетски Сојуз су били опремљени за руковање два до четири летећа чамца КОР-2 који би се лансирали са два катапулта постављена на крми. Два хангара су уграђена у задњи крај палубе прамца за смештај два од њих, а кранови су обезбеђени на предњем крају потпалубе да их подигну из воде.

### Машина
Распоред машина „обезбеђивао је добру дисперзију машинских простора, али по цену веома дугих стаза за осовине крила (око 105 m). Турбински одељци за осовине крила налазили су се испред котларнице бр. 1 и иза магацина куполе бр. 2. Машинарница за турбину средњег вратила била је између котларнице бр.2 и бр.3. То је значило да су крилне осовине пропелера морале да пролазе испод котлова.
Парне турбине и лиценца за њихову изградњу првобитно су били наручени од Цаммелл Лаирда у Уједињеном Краљевству, али њихова цена од 700.000 фунти била је већа него што су Совјети хтели да плате. Уместо тога, купили су их од Бровн Боверија, користећи техничке информације добијене од Цаммелл Лаирда у том процесу, за 400.000 фунти. Од швајцарске фирме су наручене четири једноредукционе, импулсно-редукционе турбине, три за опремање „Совјетске Русије“ и једна да служи као шаблон за фабрику у Харкову која је требало да изгради остатак. Три су произвела укупно 201.000 shp (149.886 kW). Шест троугластих котлова са воденим цевима — по два у свакој котларници — покретали су турбине при радном притиску од 37 kg/cm2 (3.628 kPa; 526 psi) и температуру од 380 °C.
Максимална брзина је процењена на 28 чворова, користећи ревидирани дизајн пропелера, иако би форсирање машине донело додатни чвор. Уобичајени капацитет мазута био је 5.280 t, што даје процењену издржљивост од 6.300 nmi (11.700 km; 7.200 mi) при 145 kn (269 km/h; 167 mph) и 1.890 nmi (3.500 km; 2.170 mi) пуном брзином. Максимални капацитет горива био је 6.440 t (6.338 long tons) што је давало домет од 7.680 nmi (14.220 km; 8.840 mi) на 14,5 чворова и 2.305 nmi (4.269 km; 2.653 mi) пуном брзином.

### Наоружавање
Главно наоружање се састојало од три троструке куполе МК-1 на електрични погон, свака са по три калибра 50 406. mm топови Б-37. Пушке су се могле спустити на -2° и подићи на 45°. Имали су фиксни угао пуњења од 6° и њихова брзина паљбе је варирала у зависности од времена потребног за поновно усмеравање топова. Кретало се од 2,0 до 2,6 метака у минути у зависности од надморске висине. Куполе су могле да се издижу брзином од 6,2 степена у секунди и померају брзином од 4,55 степени у секунди. Ношено је 100 метака по пиштољу. Оружје је испалило 1.108 kg пројектил са цевном брзином од 830 m/s; ово је обезбедило максимални домет од 45.600 m.
Секундарно наоружање чинило је дванаест Б-38 152 калибра 57. mm топови постављени у шест купола МК-4 са два топова. Њихове границе елевације биле су -5° до +45° са фиксним углом оптерећења од 8°. Њихова брзина паљбе је такође варирала са елевацијом од 7,5 до 4,8 метака у минути. Добијали су 170 метака по пиштољу. Куполе су могле да се уздижу брзином од 13 степени у секунди и померају брзином од 6 степени у секунди. Имали су максимални домет од око 30.000 m са 55 kg гранатама са цевном брзином од 950 m/s.
Тешку противавионску (АА) ватру је дало десетак калибара 100 56 мм Б-34 топови двоструке намене у шест двопуних купола МЗ-14 са 400 метака по топу. Бродови су почели да се граде са само четири куполе, али су две додатне куполе враћене на потпалубу у јануару 1941. Могли су да се подигну на максимално 85° и спусте до -8°. Могли су да прелазе брзином од 12° у секунди и да се уздижу брзином од 10° у секунди. Испалили су 156 kg (344 lb) високоексплозивне гранате са цевном брзином од 895 m/s (2.940 ft/s) ; ово је обезбедило максимални домет од 22.241 m (24.323 yd) против површинских циљева, али њихов максимални домет против ваздушних циљева био је 9.895 m, граница њиховог временског осигурача.

### Контрола ватре
Свака купола главног топа добила је ДМ-12 12 m даљиномер за употребу у локалној контроли, али их је генерално контролисао један од три КДП-8 директора за контролу ватре. Ови су имали два 8 m стереоскопска даљиномера, један за праћење циља, а други за мерење домета до прскања бродске шкољке. Два од њих је заштитило 20 mm оклопа и били су монтирани на врху задње надградње и јарбола торња. Други је био монтиран на врху борбеног торња и био је заштићен са 50 мм оклопа. Они су користили механички рачунар ТсАС-0 за генерисање решења за паљбу. Четири директора КДП-4т-ИИ, са два 4 m даљиномери сваки, контролисао секундарно наоружање. Један пар је био са обе стране јарбола-торња, а задњи пар је био са сваке стране крменог левка. Три стабилизована директора СПН-300, сваки са даљиномером од 4 метра, контролисала су тешке противавионске топове. Постојао је по један са сваке стране предњег левка, док је други био на врху задње надградње.

### Заштита
Совјетске фабрике оклопних плоча показале су се неспособним да произведу плоче од цементираног оклопа дебље од 230 mm (9,1 in) што је изнудило одлуку о замени цементираних плоча дебљих од 200 mm са лицем каљенима са мањим отпором новембра 1940. године. Биљке су имале тенденцију да компензују тако што су дебље плоче постале тврђе, али их је то често чинило крхким и велики број није прошао тестове прихватања. Ово би значајно смањило ниво заштите који су имали бродови класе Совјетски Сојуз у борби.
Бродови класе Совјетски Сојуз посветили су оклопној заштити укупну тежину од 23.306 t, нешто већу тежину од оне веће јапанске класе Јамато (23.262 t). Њихов оклоп је био намењен за отпор 406 mm граната и 500 kg бомби, посебно граната испаљених из предњих лежајева између 35° и 50° од средишње линије. То је довело до веома необичне ситуације где се оклопни појас згуснуо према прамцу да би се надокнадило сужење брода у близини предњих магацина, што је требало да се надокнади дебљим оклопом. Појас је био 148.4 m дуг и покрива 57% укупне дужине водене линије. Био је нагнут за 5° да би повећао отпорност на гранате са равном путањом. Преко машинских простора било је 375 mm дебео и повећавао се у корацима до 420 mm преко предњих магацина. Било је 380 mm преко задњег магацина. Оклоп за каиш је изнесен испред магацина дебљине 220 mm и завршава се стрмо нагнутом (30°) попречном 285 mm преграда која је смањена на 250 mm на доњој палуби где је настављена до унутрашњег дна са 75 mm преграда. Испред ове преграде је био 20 mm ивера појас који се настављао све до прамца. Главни оклопни појас се спуштао на главну палубу са горње палубе уз крмену куполу да би се смањила тежина. Овај „ступак” био је заштићен са 180 mm плоче. 365 mm попречна преграда одвајала је задњу куполу и бокове брода. Главни део оклопне цитаделе је затворен 230 mm предња преграда и 180 mm задња преграда, обе од хомогеног оклопа. Оклоп од расцепа 25 mm дебело је покривало горњи део цитаделе.
Прабна палуба је била 25 мм дебљине док је горња палуба била 155 mm (6,1 in) над цитаделом. Испод њега, 50 мм средња палуба је деловала као шпил палуба. Горња палуба је била 100 мм дебљине изнад 220 мм продужетак појаса водене линије. Доња ивица предњег одломљеног појаса састајала се са 65 mm (2,6 in) лучна палуба. Друга лучна палуба исте дебљине покривала је крму задње попречне преграде.
Главне топовске куполе имале су лица 495 mm (19,5 in) дебео са страницама и крововима 230 мм дебљине. 180 mm (7,1 in) дебеле плоче су штитиле отворе топова и 60 mm (2,4 in) преграде су раздвајале сваки топ. Барбете су биле 425 mm (16,7 in) дебело изнад горње палубе. МК-4 куполе су имале 100 мм лица и 65 мм стране. Њихових барбета било је 100 мм дебљине, али смањена на 65 мм на њиховим унутрашњим странама. 100 мм оклопа штитила је лица, бокове и задње стране купола МЗ-14 за 100 мм пушака, али су њихови кровови и барбети били 100 мм дебљине. Предњи војни торањ имао је зидове 425 мм дебљине док је задњи борбени торањ имао само 220 mm (8,7 in) . Мост заставе у јарболу имао је 75 mm (3,0 in) заштите.
Одбрамбени систем торпеда је дизајниран да издржи торпеда са бојевим главама еквивалентним 750 kg (1.653 lb) ТНТ-а . Бродови су били предвиђени да могу да остану на површини са било којих пет суседних одељења поплављених или са три поготка торпеда и уништењем неоклопне надводне стране. Пуљезеов систем је заштитио 123 m (403 ft 7 in) средњег дела брода. На крменом крају налазио се заштитни систем са више преграда који се протезао још 33 m (108 ft 3 in) назад од Пуглиесе система. Дубина система била је 82 m (269 ft 0 in) у средини брода, али се смањио на 7 m (23 ft) напред и назад. Спољна оплата се кретала од 11 to 14 mm (0,43 to 0,55 in) у дебљини док је унутрашње дно било 7 mm (0,28 in) дебео. Цилиндар Пуљезеовог система је такође био 7 мм дебљине док је полукружна главна преграда била 35 mm (1,4 in) дебљине са равним 10 mm (0,39 in) преграда иза њега. 315 m (1.033 ft 6 in) цилиндар пречника је био намењен за потапање у лож уље или воду.

## Конструкција
План бродоградње из августа 1938. предвиђао је укупно 15 бојних бродова класе Пројецт 23, а ова грандиозна шема је само мало ревидирана на 14 бродова у плану из августа 1939. године. Осам њих је требало да буде постављено пре 1942, а преосталих шест пре 1947. Међутим, само четири су заправо постављена пре него што је избијање Другог светског рата приморало Совјете да преиспитају своје амбициозне планове. 19. октобра 1940. издата је наредба, коју су потписали Стаљин и Молотов, да се неће постављати нови бојни бродови како би се концентрисали на изградњу мањих бродова (а такође, вероватно, због тога што је потребно више средстава за војску), један брод требало је укинути, а приоритет треба дати само једном од три преостала бојна брода.
Показало се да совјетска бродоградња и сродне индустрије нису у стању да подрже изградњу толико великих бродова у исто време. Највећи ратни бродови изграђени у Совјетском Савезу пре 1938. били су  Kirov-class cruiser 8.000 t (7.874-long-ton), чак су и они патили од бројних производних проблема, али се чинило да је совјетско руководство игнорисало тешкоће са којима се сусреће у изградњи класе Киров приликом наручивања 14 много амбициознијих бродова. Изградња још два брода планирана за Лењинград и Николајев је морала да се пресели у потпуно ново бродоградилиште бр. 402 у Молотовску јер постојећа бродоградилишта нису могла да се прошире да издрже толико великих бродова. Компоненте за ова два брода су морале бити произведене у Лењинграду и отпремљене преко Беломорско-балтичког канала у Молотовск. Такође, продавница куполе у Николајеву показала се као сувише лоше опремљена за склапање 406 1940. године из Немачке и Холандије морали су се наручити носачи мм и каросерија, пошто су домаћи погони већ били преоптерећени наруџбинама. Челик за бродоградњу показао се као недостатак 1940. године, а један број серија је одбијен јер нису испуњавали спецификације. Производња оклопних плоча била је још проблематичнија јер је само 1.800 t (1.772 long tons) од предвиђених 10.000 t (9.842 long tons) испоручено 1939. године, а више од половине тога је одбијено. Штавише, фабрике оклопа су се показале неспособним да направе цементиране плоче преко 230 мм, а инфериорно каљене плоче су морале да замене све дебљине преко 200 мм. 
Проблеми са машинама су вероватно одложили бродове далеко након планираних датума испоруке 1943–1944. Браун Бовери је 1939. године испоручио три турбине у Архангелск за Совјетску Русију, али Харховски Турбогенератор Воркс никада није завршио ниједну турбину пре немачке инвазије у јуну 1941. Прототип котла је требало да буде изграђен на обали ради процене, али је завршен тек почетком 1941. године, што је додатно закомпликовало план производње.
Наређено је да се градња сва три брода обустави 10. јула 1941, а Совјетски сојуз је стављен на дугорочну конзервацију као најнапреднији брод. Међутим, сва тројица су званично избрисана са Морнаричке листе 10. септембра 1941.

### Совјетски Сојуз
Совјетски Сојуз ( Совјетский Союз –Совјетски Савез) је формално положен 15. јула 1938. у бродоградилишту бр. 189 (Орџоникидзе) у Лењинграду, иако докази сугеришу да је градња заправо почела у јануару 1939. након што је њен навоз завршен, неопходни кранови су били на месту и радни цртежи су завршени. Када је рат почео, процењено је да је била 21,19% комплетна, са 15.818 t (15.568 long tons) челика састављених на листићу. Била је само мало оштећена немачким ваздушним нападима и бомбардовањем, а пошто је неки материјал коришћен током опсаде Лењинграда, процењено је да је по завршетку рата завршена 19,5%. Размишљало се о њеном довршавању, али се томе успротивило јер се сматрало застарјелом у свјетлу искуства стеченог током рата. Стаљинова изражена жеља да види завршен један од бродова класе Пројецт 23 само је одложила одлуку да се он уклони; ово је наређено 29. маја 1948. и било је увелико у току до априла 1949.

### Совјетскаја Украјина
Совјетскаја Украјина ( Совјетская Украина –Совјетска Украјина) положен је 31. октобра 1938. у бродоградилишту бр. 198 (Марти Југ) у Николајеву. Када је почео рат, била је комплетна 17,98%, са 13.001 t (12.796 long tons) састављеном на навозу. Уложени су одређени напори да се порину труп, али је мало посла урађено на ископавању реке у подножју навоза, и она је заробљена 18. августа 1941, иако су совјетске трупе које су се повлачиле мало оштетиле њен труп. Немци су демонтирали 200 ft (61 m) њеног прамца и 100 ft (30 m) њене крме за употребу у утврђењима. Били су приморани да евакуишу Николајев 17. марта 1944. и срушили су потпорне блокове испод њене леве стране пре него што су отишли, што јој је дало листу између 5 и 10 степени и учинило је потпуним губитком. Отпуштена је 27. марта 1947.

### Совјетскаја Росија
Совјетскаја Росија ( Совјетская Россия –Совјетска Русија) положена је 22. јула 1940. у бродоградилишту бр. 402 у Молотовску. Након завршетка рата била је комплетна само 0,97%, са 2.125 t (2.091 long tons) челика. Отпуштена је 27. марта 1947.

### Совјетскаја Белорусија
Совјетскаја Белорусија ( Совјетская Белоруссия –Совјетска Белорусија) положен је 21. децембра 1939. у бродоградилишту бр. 402 у Молотовску, али је изградња обустављена средином 1940. године када је откривено да је 70.000 заковица коришћених у њеној оплати трупа било лошијег квалитета. Ова чињеница је вероватно утицала на одлуку да се она поништи 19. октобра 1940. Материјал намењен за њену конструкцију употребљен је за изградњу плутајуће батерије за одбрану Лењинграда.

### Совјетскаја Грузија
Совјетскаа Грузија ( Совјетская Грузия-Soviet Georgia ) планирано је да буде постављено 1941. на Балтичком комбинату, али је то отказано због инвазије на Совјетски Савез.